# 剧空间剧场
剧空间剧场，位于北京市西城区新街口北大街74号，是一座小剧场。

## 简介
剧空间剧场于2013年建成。建成后随即与北京华仁鼎承文化传播有限公司迦楼兰舞台剧工作室（导演李欣磬创办）签订合作运营长期协议。该剧场主要演出各种舞台剧，包括话剧、歌舞剧、儿童剧等等。